# Saison 4 de Las Vegas
Chronologie
Saison 3 Saison 5
Cet article présente le guide des épisodes de la quatrième saison de la série télévisée Las Vegas.

## Distribution

### Acteurs principaux
- James Caan (V. F. : Georges Claisse) : Edward Melvin « Big Ed » Deline
- Josh Duhamel (V. F. : Alexis Victor) : Danny McCoy
- James Lesure (V. F. : Christophe Peyroux) : Mike Cannon
- Vanessa Marcil (V. F. : Dominique Westberg) : Samantha « Sam » Jane Marquez
- Molly Sims (V. F. : Caroline Delauney) : Délinda Deline
- Nikki Cox (V. F. : Dominique Léandri) : Mary O'Connell

### Acteurs récurrents
- Mitch Longley (en) (V. F. : Frédéric Darie puis Gérard Chergui) : Mitch Sassen
- Cheryl Ladd (V. F. : Céline Monsarrat) : Jillian Deline.
- Rikki Klieman : Kathy Berson, l’avocate du groupe Montecito
- Dean Cain (V. F. : Emmanuel Curtil) : Casey Manning
- Joel McKinnon Miller : Lyle
- Suzanne Whang (V. F. : Nathalie Duverne) : Polly
- Anna Pheil : Erika, la barmaid
- Malaya Rivera Drew (V. F. : Marie Donnio) : Shanon, agent de surveillance
- Casey Sander : Frank Connell
- Paula Miranda : Cori

## Épisode 1:Le Père de la mariée
- Jewel
- Charlie Koznick

- Cet épisode est la deuxième partie du dernier de la saison 3.
- Lors de l'atterrissage de l'avion au Maroc, on peut entendre le 3e morceau de la BO de Hitman: Contracts composée par Jesper Kyd.

## Épisode 2:Suite … et fin
- Kelly Hu
- Mark Adair-Rios
- Russell Edge
- Jamie Sorrentini
- Brian Gross
- Malaya Rivera Drew

## Épisode 3:La Manière forte
- James Russo
- Cutter Mitchell
- Adam Carolla
- Edward Carnevale
- Jonathan Strait
- Stephanie Brown
- Wayne Mitchell

## Épisode 4:On connaît la musique
- Jill Hennessy
- Jerry O'Connell
- Bruno Amato
- Jamal Hamilton
- Ashley Cusato
- Deborah Carson

## Épisode 5:Mise en boîte (partie 1)
- Christopher McDonald
- Billy Gardell
- Reno Wilson
- William Dixon
- Marcy McCusker

## Épisode 6:Mise en boîte (partie 2)
- Christopher McDonald
- James Hong
- Mark Harelik

## Épisode 7:Mariage à 1 million
- Bill Macy
- Vincent Pastore
- Aaron Himelstein
- Nikki Magnusson
- David Pearl
- Cathy Lind Hayes

Jimmy le menton Aversano, un truand interdit de casino, achète pour 1 million de dollars un ensemble de cadeaux pour le mariage de sa fille au Montecito, ce qui inclut un mariage, un traitement de luxe, une bague de mariage créée par la joaillerie Harry Winston et le chanteur Wayne Newton.
Cependant, des problèmes surgissent entre Ed et Wayne Newton qui sont en mauvais termes. À la suite du vol des diamants, et avec plusieurs invités étant des prétendus membres de la Mafia, la liste des suspects est très longue tandis que Sam accueille Sharkey Rosenthal, une baleine qui veut profiter de ses derniers instants.

## Épisode 8:Il neige sur Las Vegas
- Giancarlo Esposito
- Annie Fitzgerald
- Jen Johnson
- Candace Kroslak
- Betsy Rue
- Jamison Haase

C'est Noël au Montecito et chacun participe à contre-cœur au cadeau de Noël d'Ed. En attendant, la voiture de Danny, sa possession la plus estimée, est volée la veille de Noël.
De son côté, Delinda est impatiente passer son premier Noël avec Danny, tandis que Sam aide une de ses "baleines" préférées à obtenir des vacances en le surprenant avec une photo dédicacée d'Elvis lors de son premier concert à Las Vegas et d'un visionnage privé de la collection des voyages d'Elvis.

## Épisode 9:Peu importe l'âge
- Scott Atkinson
- Michael Paul Chan
- Kevin Will
- Jacob Bruce
- Steven Lee Allen

Un vin très rare a été découvert dans la cave du Montecito. Ed voit là une occasion parfaite pour améliorer l'image du Montecito en vendant la bouteille aux enchères.
Malheureusement, Mike réalise que le vin n'est pas authentique juste après qu'il a été vendu pour un million de dollars.
Un groupe de retraités va au Montecito pour un tournoi de sudoku et commence à donner à Sam du fil à retordre parce qu'ils ont une idée différente de passer un bon moment.

## Épisode 10:Tous les coups sont permis
- Judd Nelson
- Kate Levering
- Ok Go
- Tim Herzog
- Ransford Doherty
- Pilar Lastra
- Sean Howse

Nicole, une des anciennes employées du Montecito et petite protégée de Ed, revient au Montecito pour son premier anniversaire de mariage avec son mari Ollie. Ed devient soupçonneux du couple et demande à Mike et Danny de les observer.

## Épisode 11:Pari tenu!
- Malaya Rivera Drew
- James Kyson Lee
- Allen D. Easton
- Sonny D'Angelo
- Miriam Flynn
- John Legend

Ed, Danny et Mike font un pari sur qui est le meilleur employé de sécurité parmi eux et qui peut trouver la source de perte du Montecito. Pendant ce temps, Sam aide Polly, la "manucure de l'année", à récupérer son ex-petit ami.

## Épisode 12:La Gestion de soi
- Richard T. Jones
- Chris Ellis
- Kevin Breznahan
- Leith M. Burke
- Kavita Patil

Après certains évènements, Ed est forcé de prendre des cours de gestion de la colère qui l'obligent à atteindre la paix intérieure. S'il perd le contrôle une fois de plus, le Montecito pourrait perdre sa licence de jeu. Sam devient perturbée quand son hôte, un célèbre joueur de basket-ball, s'intéresse à Mary.
Mike veut acheter un logement mais il ne peut pas payer l'appartement.

## Épisode 13:La momie a disparu
- Louis Lombardi
- Anthony Azizi
- Faruq Tauheed
- Andrea C. Pearson
- Kai Schmoll
- Marcus Toji

Une célèbre momie égyptienne est programmée pour être à l'affichage d'un exposé au Montecito mais elle est volée avant son arrivée à l'hôtel.
En raison de ces circonstances spéciales, les autorités ne peuvent pas interférer avec le vol ainsi Ed, Mike, Danny et Delinda sont forcés de rechercher la momie par leurs propres moyens.

## Épisode 14:Les Joies du harem...
- Frank Grillo
- Nicholas Guilak
- Morena Baccarin
- Shiva Rose
- Justine Eyre
- Sandra Bernhard

## Épisode 15:Que le meilleur gagne
- Richard Burgi
- Los Lonely Boys
- Carlos Alazraqui
- Gary Basaraba
- Jill Bartlett

## Épisode 16:L'Ivresse du pouvoir
- Ella Thomas
- Shawn Woods
- C. Stephen Browder
- Lorenzo Eduardo
- Michael Caldwell

## Épisode 17:Sens dessus dessous
- Andrea Wenzel
- Patrick Piekarski
- Rigo Sanchez
- Charles Carpenter
- Kevin Paul
- Justine Elise Flores